# Odense Kammeraternes Sportsklub
Odense Kammeraternes Sportsklub (OKS) er en sportsklub beliggende på Østerbæksvej 125, 5000 Odense C. Den blev stiftet den 30. januar 1930, som en sammenslutning af Gasværkets Sportsklub, Elværkets Sportsklub samt Telefonvæsenets Sportsklub og blev medlem af DAI. Dengang stod OKS for "Odense Kommunale Sportsklub", men fik sin nuværende betydning i 1945.
Hjemmebanen, OKSon Park, var i 1980'erne hjemsted for fodbold på højeste niveau. I 1979 sikrede klubben for første gang nogensinde oprykning til divisionerne; dengang 3. division. I 1980 spillede de en forrygende sæson i blev nr. 2 i 3. division, og sikrede sig dermed oprykning til 2. division (landets næstbedste række) i første forsøg.
I dag råder klubben over 5 herre seniorhold, 4 old boys hold, 14 ungdomshold (U13-U19), 29 børnehold (U6-U12) samt 1 dame seniorhold og 4 pigehold (U12-U15) og har over 700 medlemmer.
Klubben er medlem af foreningen FBU.

## Klubbens bestyrelse
- Formand: Klavs Larsen
- Næstformand: Michael Johansen
- Kasserer: Michael Mai
- Bestyrelsesmedlem: Rune Dalsgaard
- Bestyrelsesmedlem: Carsten Hansen
- Bestyrelsesmedlem: Mads Eskesen